# Marlena Shaw
Marlena Shaw (New Rochelle, 22 de septiembre de 1942-19 de enero de 2024) fue una cantante estadounidense de jazz y pop. Vocalista versátil y carismática, su obra se mantiene en los límites del jazz tradicional, aun con una tendencia constante a su fusión con el pop, el soul, el blues y el rhythm and blues. 

## Biografía
Introducida por su tío, el trompetista Jimmy Burgess Realtor, en la música de Dizzy Gillespie y Miles Davis, Marlena prestó más atención a las grabaciones de Al Hibbler, vocalista que tendría gran influencia en su estilo. A los diez años, actuó en el Harlem's Apollo Theater y a pesar de la recepción entusiasta su madre se negó a que iniciase una gira con su tío. Se matriculó en el State Teachers' College en Potsdam, NY, pero lo abandonó tiempo después. Hacia 1963 estuvo trabajando en Nueva Inglaterra con un trío liderado por Howard McGhee. A mediados de los sesenta cantaba con regularidad para distintos clubes del área de Nueva York. En 1966, grabó "Mercy, Mercy, Mercy" para Cadet Records, y el sencillo se vendió bastante bien para quien era una cantante desconocida. El éxito de la canción, una versión extraña del tema, llevó a los ejecutivos de la compañía a animarla a grabar un disco entero en 1967. La diversidad de estilos, blues, jazz y pop, se reflejó en el título, Out of Different Bags. Después del mismo, Count Basie la tendría en su orquesta durante cuatro años. 
En 1972, tras dejar la orquesta de Basie, Shaw se convirtió en la primera vocalista femenina en firmar con Blue Note Records, y realizó una gira con Sammy Davis Jr. Shaw grabó cinco discos y varios sencillos para Blue Note, y los críticos vincularon su estilo con el de Dinah Washington y Sarah Vaughan.

## Discografía
- 1967: Out of Different Bags (Cadet)
- 1969: Spice of Life (Cadet)
- 1972: Marlena (Blue Note)
- 1973: Live at Montreux	(Blue Note)
- 1974: Who Is This Bitch, Anyway? (Blue Note)
- 1976: Just a Matter of Time (Blue Note)
- 1977: Sweet Beginnings	(Columbia)
- 1978: Acting Up (CBS)
- 1980: Take a Bite (Columbia)
- 1982: Let Me in Your Life (South Bay)
- 1986: It Is Love (Verve)
- 1988: Love Is in Flight (Verve)
- 1996: Dangerous (Concord)
- 1997: Elemental Soul(Concord Jazz)
- 2001: Memories	(Sony Special Products)
- 2002: Live in Tokyo (Japanese Import)
- 2004: Lookin' for Love	(441)